# UFC 52
UFC 52: Couture vs. Liddell 2（ユーエフシー・フィフティトゥー：クートゥア・ヴァーサス・リデル・トゥー）は、アメリカ合衆国の総合格闘技団体「UFC」の大会の一つ。2005年4月16日、ネバダ州ラスベガスのMGMグランド・ガーデン・アリーナで開催された。

## 大会概要
メインイベントではリアリティ番組「The Ultimate Fighter」のシーズン1で、それぞれのチームでヘッドコーチを務めたランディ・クートゥアとチャック・リデルによるUFC世界ライトヘビー級タイトルマッチが行われ、挑戦者リデルが王者クートゥアをKOで降し、王座獲得に成功した。
UFC世界ウェルター級タイトルマッチでは、王者マット・ヒューズが挑戦者フランク・トリッグを降し、王座の初防衛に成功した。なおこの試合は2015年にUFC殿堂の試合部門で殿堂入りを果たしている。
ジェイソン・"メイヘム"・ミラーがUFCに初出場した。

## 試合結果

### プレリミナリィカード
第1試合 ヘビー級 5分3R
○  マイク・ヴァン・アースデイル vs.  ジョン・マーシュ ×
3R終了 判定3-0（29-28、29-28、29-28）
第2試合 ミドル級 5分3R
○  ジョー・ドークセン vs.  パトリック・コーテ ×
3R 2:35 チョークスリーパー
第3試合 ミドル級 5分3R
○  アイヴァン・サラベリー vs.  ジョー・リッグス ×
1R 2:42 三角絞め

### メインカード
第4試合 ウェルター級 5分3R
○  ジョルジュ・サンピエール vs.  ジェイソン・"メイヘム"・ミラー ×
3R終了 判定3-0（30-27、30-27、30-27）
第5試合 ミドル級 5分3R
○  マット・リンドランド vs.  トラヴィス・ルター ×
2R 3:13 フロントチョーク
第6試合 UFC世界ウェルター級タイトルマッチ 5分5R
○  マット・ヒューズ vs.  フランク・トリッグ ×
1R 4:05 チョークスリーパー
※ヒューズが初の王座防衛に成功
第7試合 ライトヘビー級 5分3R
○  レナート・ババル vs.  トラビス・ビュー ×
2R 0:24 腕ひしぎ十字固め
第8試合 UFC世界ライトヘビー級タイトルマッチ 5分5R
○  チャック・リデル vs.  ランディ・クートゥア ×
1R 2:06 KO（右ストレート→パウンド）
※リデルが王座獲得に成功